# Hans Kohlhase

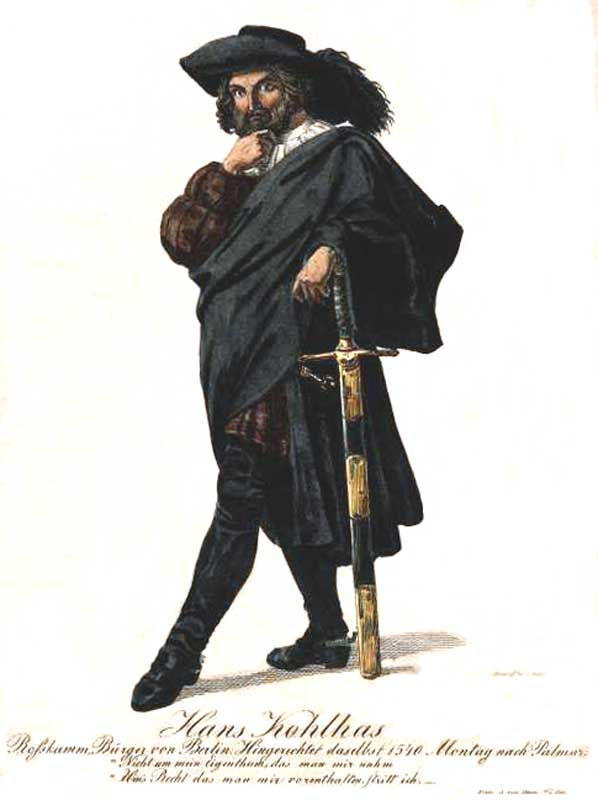
Hans Kohlhase, Kupferstich aus dem 19. Jahrhundert

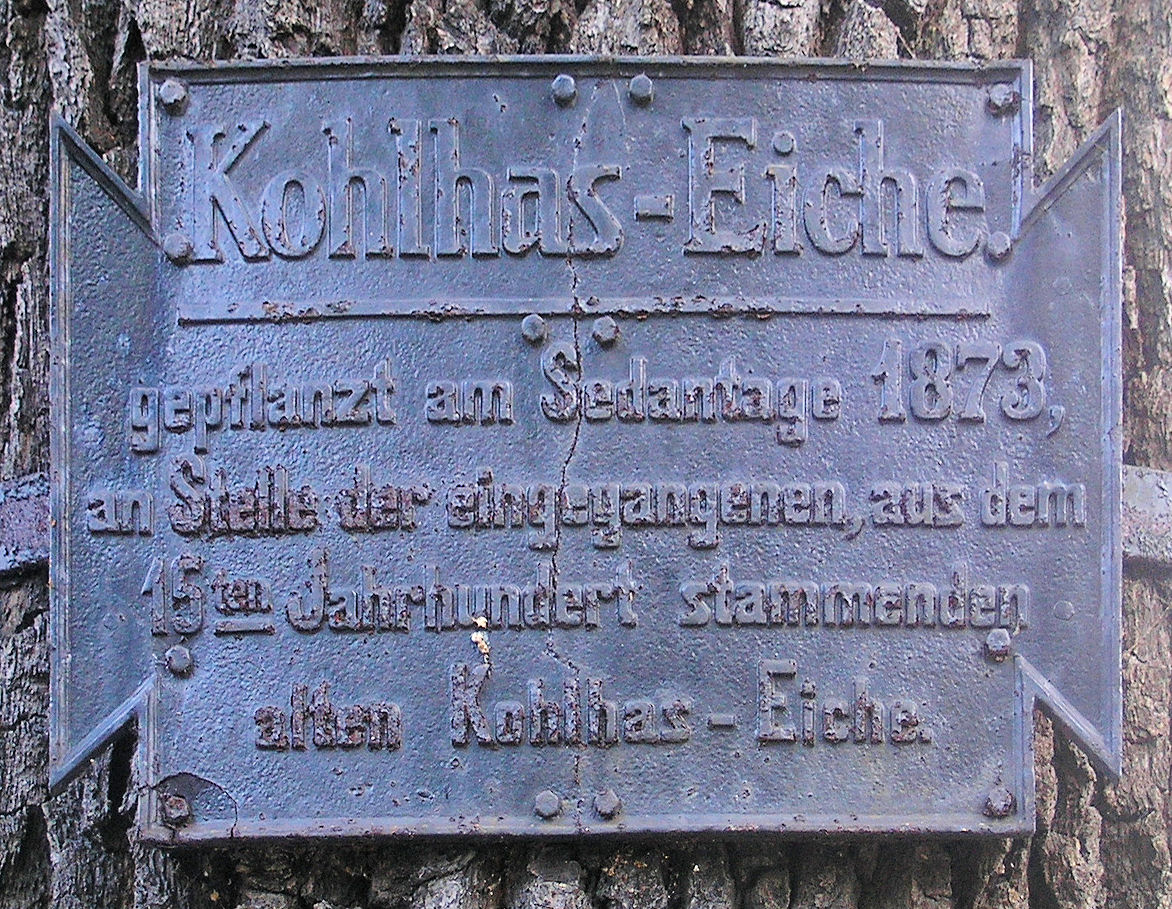
Gedenktafel am Königsweg 313, in Kohlhasenbrück

Hans Kohlhase (* um 1500 in Tempelberg bei Müncheberg; † 22. März 1540 (hingerichtet) in Berlin) war Bürger und Kaufmann in Cölln an der Spree (heute ein Teil Berlins). 1532 wurde er seiner Darstellung nach von einem örtlichen Machthaber im Kurfürstentum Sachsen unrechtmäßig schikaniert und finanziell geschädigt. Nach dem Scheitern des Rechtsweges führte er im Streben nach Wiedergutmachung von 1534 bis 1540 eine Fehde gegen Sachsen. Der Konflikt beschäftigte unter anderem die Kurfürsten von Sachsen und Brandenburg und den Reformator Martin Luther. Schließlich wurde Kohlhase dafür hingerichtet. Sein Leben war Vorbild für Heinrich von Kleists Novelle Michael Kohlhaas.
In den vorliegenden historischen Akten wird Kohlhases Name uneinheitlich geschrieben, es tauchen gelegentlich Varianten wie Hanns, Kolhase, Kholhase, Kolhaze und Kohlhas auf.

## Rechtsgeschichtlicher Hintergrund
Die Fehde des Hans Kohlhase fiel in eine Zeit bedeutsamer Wandlungen im Rechtswesen des Heiligen Römischen Reiches. Mit der Verkündung des Ewigen Landfriedens 1495 war die Ausübung des mittelalterlichen Fehderechtes, das einem Kläger unter bestimmten Voraussetzungen die Möglichkeit der Gewaltanwendung zubilligte, auf unbefristete Zeit untersagt worden. Reichsgesetze wie die Constitutio Criminalis Carolina trugen zur Herausbildung des staatlichen Gewaltmonopols bei, durch welches Strafsachen zunehmend der privatrechtlichen Austragung entzogen wurden. Es dauerte jedoch noch einige Jahrzehnte und bedurfte zahlreicher und mehrmals erneuerter Verfügungen der Landesherren, bis das Fehdewesen tatsächlich verschwand. Zwar machten sich Fehdeführende nunmehr generell des Landfriedensbruches schuldig und konnten entsprechend verurteilt werden, doch wurden ihre Taten weiterhin auch nach den Maßgaben des Fehderechtes bewertet. Selbst die 1532 erlassene Carolina enthielt noch entsprechende Regelungen.

## Chronologie der Fehde
Hans Kohlhase stammte aus einer weitverzweigten Handwerkerfamilie von Schmieden und Tuchmachern. Seit 1530 besaß er das Bürgerrecht von Cölln. Er galt als rechtschaffener und ehrlicher sowie – ausweislich der Cöllner Bürgerbücher – als durchaus wohlhabender Kaufmann. Kohlhase war verheiratet und hatte gemeinsam mit seiner Frau Margaretha einen Sohn und zwei Töchter. Die Nachrichtenlage über das auslösende Ereignis, den Verlauf und die Vorkommnisse der Kohlhasefehde ist verworren, so dass im Einzelnen nicht festgestellt werden kann, was tatsächlich geschehen ist und wofür Kohlhase tatsächlich Verantwortung trug.

### 1532
Am 1. Oktober 1532 war Kohlhase von Cölln nach Leipzig unterwegs, um den dortigen Michaelismarkt zu besuchen. Während seine Warenfuhre über Eilenburg ging und dort den Fluss Mulde überquerte, benutzte Kohlhase, allein und nur ein zweites Pferd mit sich führend, den Flussübergang bei Düben. Bei einer Rast im Dorf Wellaune geriet der einsame Reiter mit einigen Untertanen des Grundherren Günther von Zaschwitz aneinander, die ihn des Pferdediebstahls verdächtigten und die beiden Pferde einbehielten.
Über den Ablauf der anfänglichen Auseinandersetzung beim Gasthof von Wellaune ist restlose Klarheit nicht zu gewinnen, da nur Stellungnahmen der Konfliktparteien vorliegen und Aussage gegen Aussage steht. In der Literatur fehlt es nicht an Mutmaßungen über die Motive und Stimmungen der Beteiligten. Hinsichtlich der Fakten stützen sich die Autoren aber hauptsächlich auf zwei Dokumente, die erst beträchtliche Zeit nach den Ereignissen verfasst wurden, nämlich Hans Kohlhases Fehdebrief vom März 1534 und eine schriftliche Entgegnung des Junkers von Zaschwitz von Mai 1534.
Kohlhase gab an, von Zaschwitz’ Leute hätten ihm auf Befehl ihres Herrn auf „fürstlich freier Straße“ mit Gewalt zwei Pferde abgenommen und ihn beschuldigt, er habe sie gestohlen. Auf seine Rechtfertigungen und das Angebot, jemand möge ihn auf seine Kosten nach Leipzig begleiten, wo er glaubwürdige Zeugen seiner Ehrlichkeit vorstellen könne, seien sie nicht eingegangen, so dass er seinen Weg zu Fuß habe fortsetzen müssen.
Nach von Zaschwitz’ Darstellung hätten seine Leute, unter ihnen der Ortsrichter, den Fremden in angemessener Weise befragt, weil ihnen dessen Auftreten verdächtig erschienen sei. Kohlhase habe die Auskunft verweigert, zum Messer gegriffen, einen der Leute mit der Hand ins Gesicht geschlagen, und sei schließlich unter Zurücklassung der Pferde geflohen.
In Leipzig beschaffte sich Kohlhase ein Empfehlungsschreiben, das seine Identität und Unbescholtenheit bezeugte. Damit wandte er sich an den Amtmann von Bitterfeld, der daraufhin v. Zaschwitz schriftlich aufforderte, die Pferde zurückzugeben. Auf der Heimreise nach Ende der Markttage sprach Kohlhase selbst beim Junker vor, dort verlangte man aber die Erstattung der angefallenen Futterkosten von fünf bis sechs Groschen. Als Kohlhase dies ablehnte, wurden ihm die Pferde nicht herausgegeben.

### 1533
Zurück in Cölln, ersuchte Kohlhase beim Kurfürsten Joachim I. von Brandenburg um Vermittlung, der sich wiederum an den Kurfürsten Johann Friedrich I. von Sachsen wandte, in dessen Herrschaftsbereich sich das Anwesen von Zaschwitz befand. Am 13. Mai 1533 kam die Angelegenheit bei einem Rechtstag auf der Burg Düben zur Sprache. Kohlhase und sein Rechtsbeistand verlangten die Zurücknahme der Diebstahlsvorwürfe, Erstattung des doppelten Wertes der Pferde und 150 Gulden für den durch verspätetes Erscheinen in Leipzig erlittenen Schaden. Von Zaschwitz wies die Forderungen zurück und bestand weiter auf der Zahlung des Futtergeldes, das inzwischen auf 12 Gulden angewachsen war. Kohlhase ging nunmehr darauf ein und erhielt seine Pferde zurück, die jedoch in so schlechtem Zustand waren, dass eins davon am folgenden Tag starb. Dadurch geriet die Sache wieder in die Schwebe, denn Kohlhase zahlte nicht, und von Zaschwitz nahm dies zum Anlass, sich jeder weiteren Verhandlung zu verweigern. Dem zuständigen Landvogt Hans von Metzsch gelang es zwar, Kohlhase zur Reduzierung seiner Forderung bis auf vier Gulden zu überreden, nicht aber, den Junker zu Kompromissen zu bewegen.

### 1534

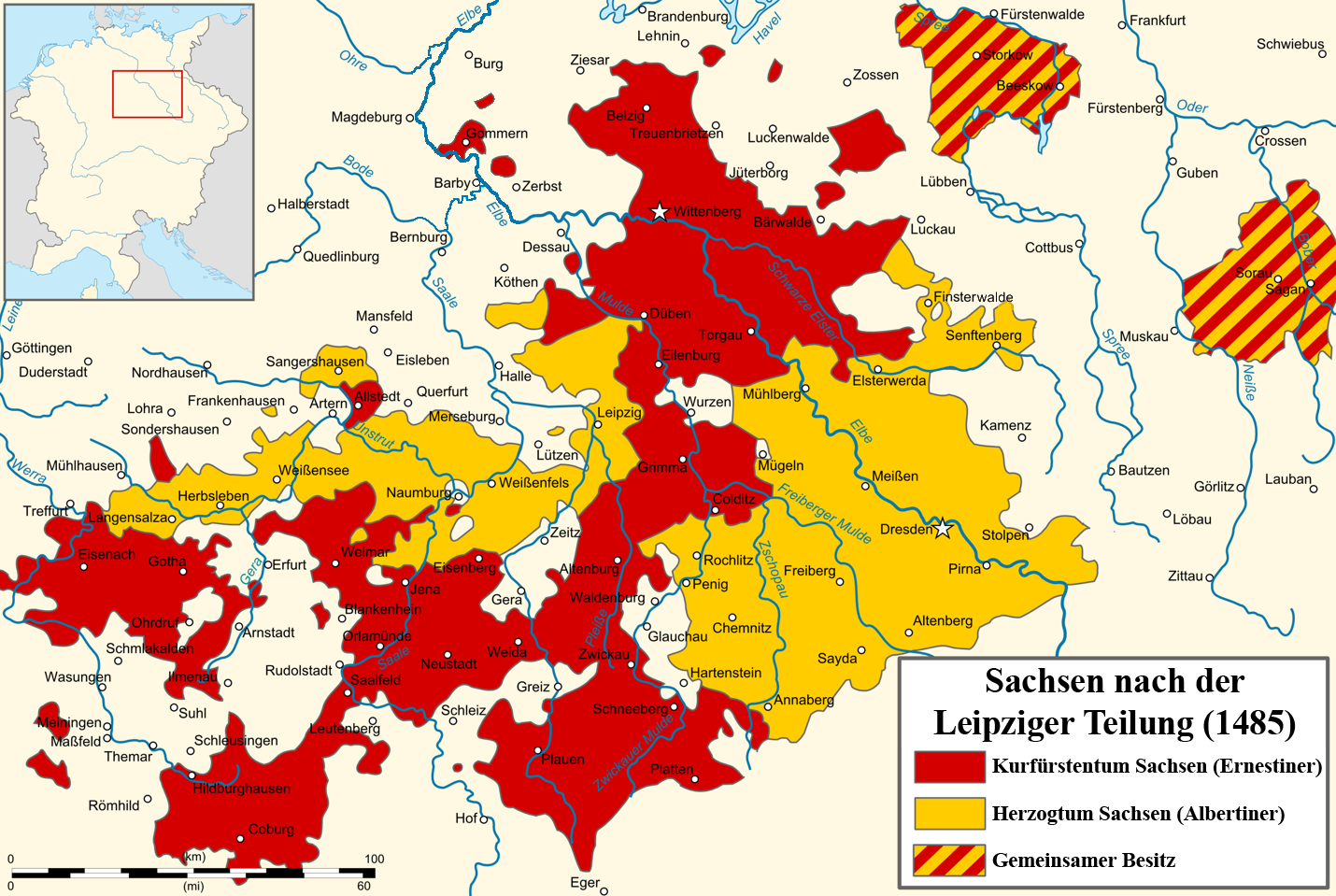
Das „ganze Land Sachsen“ nach der Leipziger Teilung 1485: Die ernestinischen Territorien sind in rot, die albertinischen in gelb gehalten.
Von 1482 bis 1547 lag die Kurwürde bei der ernestinischen Linie.

Im Februar 1534, nach einer weiteren ergebnislosen Vorsprache beim Landvogt, sah Kohlhase offenbar den Rechtsweg als aussichtslos und damit eine der traditionellen Voraussetzungen einer Fehde als gegeben an, worauf er einen Fehdebrief gegen den Junker von Zaschwitz und das „ganze Land Sachsen“ in Umlauf brachte. Obwohl ihm zunächst keine Gewalttaten nachgewiesen werden konnten, reagierte das betroffene Kurfürstentum Sachsen auf den Bruch des Landfriedens sofort mit Fahndung und wandte sich um Rechtshilfe an den brandenburgischen Kurfürsten. Dessen Antwort war abweisend: Kohlhase habe sein Bürgerrecht und Geschäft in Cölln aufgegeben, über seinen Aufenthalt sei nichts bekannt, auch gäbe es für Brandenburg keine Verpflichtung, ihn zu verfolgen.
Auf Druck der Städte und Grundherrschaften in Nordsachsen, die von der Fehde zuerst und am meisten betroffen gewesen wären, wurden erneut Verhandlungen mit Kohlhase aufgenommen, vermittelt durch den im Grenzgebiet ansässigen Adligen Eustachius von Schlieben. Kohlhase erhielt freies Geleit für einen Anfang Dezember 1534 in Jüterbog angesetzten Rechtstag unter der Bedingung, dass er sich durch einen Reinigungseid vom Verdacht entlasten könne, bereits für mehrere Brände verantwortlich zu sein, die sich im April in Wittenberg ereignet hatten. Kohlhase leistete den verlangten Eid, aber die Positionen der jeweils durch mehrere Rechtsvertreter unterstützten Parteien waren konträr. Der sächsische Kurfürst hatte das Gericht zuvor instruiert, keiner anderen Lösung als einer Gerichtsentscheidung zuzustimmen. Kohlhase beharrte aber auf einem privaten Vergleich, nunmehr mit den Erben des Günter von Zaschwitz, der einige Wochen zuvor verstorben war. Als es zu keiner Einigung kam und Kohlhase den Rechtstag demonstrativ verlassen wollte, lenkte die Gegenseite doch ein und bot 300 Gulden Entschädigung. Kohlhase machte Folgeschäden geltend, die schließlich zu seinem wirtschaftlichen Ruin geführt hätten, verlangte 1200 Gulden und ließ sich auf 600 Gulden herunterhandeln. Die Bauern, die Kohlhase zwei Jahre zuvor in Wellaune durch ihre Verdächtigungen beleidigt hatten, nahmen ihre Worte feierlich zurück. Wenige Tage später annullierte der Kurfürst jedoch den entgegen seiner ausdrücklichen Order zustandegekommenen Vertrag. Die Fahndung setzte wieder ein, auf Kohlhases Ergreifung wurde eine Belohnung von 100 Talern ausgesetzt.
Zur selben Zeit (datiert am 8. Dezember 1534) richtete Martin Luther einen Brief an Kohlhase, in dem er ihm empfahl, von Gewalt abzusehen:
Es „ist ja wahr, daß Euch Euer Schaden und Schande billig wehe tun soll und [erg.: Ihr] schuldig seid, dieselbige zu retten und zu erhalten, aber nicht mit Sünden oder Unrecht. Was gerecht ist, wirst du gerecht zu Ende führen, sagt Moses; Unrecht wird durch ander Unrecht nicht zurecht bracht. […] Was ihr mit Recht ausführen moget, da tut ihr wohl; könnt ihr das Recht nicht erlangen, so ist kein anderer Rat da, denn Unrecht leiden. […] Demnach, so Ihr meines Rats begehret (wie ihr schreibet) so rate ich, nehmt Friede an, wo er Euch werden kann, und leidet lieber an Gut und Ehre Schaden, denn daß Ihr Euch weiter sollt begeben in solch Fürnehmen“ [= in solch ein Unternehmen/Vorhaben].

### 1535
In den folgenden Monaten verbreiteten sich Gerüchte über allerlei Untaten Kohlhases, begangen in Sachsen wie in Brandenburg, die der sächsische Landvogt in einem Bericht an seinen Kurfürsten jedoch insgesamt anzweifelt. Sicher ordnete man Kohlhase nur zu, dass er am 14. März mit drei Begleitern einige Wittenberger Bürger festhielt, wobei er es noch bei Drohungen bewenden ließ, und am 26. Mai mit acht Mann die Mühle zu Gömnigk ausraubte und niederbrannte. Erneut vermittelte Eustachius von Schlieben und erreichte, dass Kohlhase sich nochmals einem Gericht zu stellen versprach, und Sachsen die Fahndung bis dahin aussetzte.

### 1536
In Brandenburg hatte sich inzwischen ein Regierungswechsel vollzogen, aber der neue Kurfürst Joachim II. zeigte ebenso wenig Interesse an einem Eingreifen wie sein Vorgänger. Kohlhase besaß nunmehr einen brandenburgischen Geleitbrief, datiert vom 5. Februar 1536.

### 1537
Die Ansetzung des Rechtstages, wiederum in Jüterbog, verzögerte sich trotz mehrfacher Intervention von Schliebens und massiver Drohungen Kohlhases bis Mitte 1537 und ergab keine neue Lage: Kohlhase verlangte eine Entschädigung, bevor er sich einer Gerichtsentscheidung zu unterwerfen bereit war. Sachsen ließ sich auf keine Zahlung ein und gab zu verstehen, dass auch das Gericht voraussichtlich nicht auf eine solche entscheiden würde.

### 1538
Auf einem Rechtstag zu Zerbst Anfang 1538 appellierte Sachsen nochmals an Brandenburg, Kohlhase gefangenzusetzen und zur Einhaltung des Rechtsweges zu zwingen. Brandenburg lehnte wieder ab und verwies auf den Geleitbrief, den Kohlhase jedoch Anfang Juli zurückgab. Während bis zu dieser Zeit Zeugenaussagen darauf hindeuteten, dass Kohlhase nach wie vor einer Erwerbstätigkeit als Händler nachging, machte er nun wirklich Ernst mit seiner Fehde. Dabei beharrte er weiter auf deren Rechtmäßigkeit und althergebrachten Konventionen. Zuerst verschleppte er am 23. Juli den Wittenberger Kaufmann Georg Reiche als Geisel. Nachdem Kohlhase am 11. August selbst nur knapp der Gefangennahme entgangen war, erwartete er, dass Reiche sich ihm freiwillig wieder stelle, und bezeichnete ihn als meineidig und ehrlos, als das nicht geschah. Mit den Grundherren von Birkholz, bei denen Reiche Unterschlupf gefunden hatte, korrespondierte er einige Zeit erfolglos um dessen Auslieferung und sagte ihnen schließlich ebenfalls die Fehde an.
Brandenburg gestattete nun der sächsischen Justiz, auf brandenburgischem Territorium aktiv zu werden. Alsbald erschienen reisende sächsische Gerichte und nahmen an zahlreichen Orten Verhaftungen, Folterungen und Exekutionen vor. Nach und nach wurden insgesamt über 300 Personen der Komplizenschaft mit Kohlhase verdächtigt und etwa 30 bis 40 hingerichtet. Kohlhase war unterdessen mit meist nicht mehr als drei bis fünf Gefährten unterwegs, erpresste Lösegelder, plünderte, legte Brände und verübte Racheakte für verhaftete oder getötete Mitstreiter. Die Nachrichtenlage blieb verworren, sodass nicht immer sicher festgestellt werden konnte, für welche Vorkommnisse Kohlhase tatsächlich Verantwortung trug. Eine seiner bekanntesten Aktionen und zugleich die umfangreichste war die Plünderung des Dorfes Marzahna am 7. November mit 35 Mann.

### 1539
Anfang Januar verfügte der Kurfürst von Brandenburg in einer öffentlichen Ausschreibung, dass Sachsen bei der Verfolgung Kohlhases zu unterstützen sei. Der Widerstand der brandenburgischen Bevölkerung gegen das blutige Wirken der reisenden sächsischen Gerichte nahm dennoch zu. Im Februar wird letztmals von einem feindlichen Akt Kohlhases gegen Sachsen berichtet: Er entführte den Müller von Stangenhagen und ließ ihn gegen Lösegeldzahlung wieder frei. Vom 5. Juni datiert ein Schreiben des sächsischen Kurfürsten an den Grafen von Barbey, in dem es unter anderem um ein Friedensangebot von Kohlhase geht. Wenig später wandte sich Kohlhases Frau mit einer Bittschrift an den Kurfürsten, die ebenfalls ein Einlenken Kohlhases in Aussicht stellt. Gegen Ende des Jahres bricht der zusammenhängende Aktenbestand ab.

### 1540
Vermutlich im Februar 1540 überfiel Kohlhase einen Silbertransport des Kurfürsten von Brandenburg. Mit dieser Tat, deren Schauplatz die Chronisten bei der später nach ihm benannten Siedlung Kohlhasenbrück (Berliner Ortsteil Wannsee am heutigen Teltowkanal) lokalisierten, hatte er sich erstmals direkt gegen seinen eigenen Landesherrn gewandt. Der reagierte daraufhin schnell und energisch. Als Kohlhase kurz danach mit seinem engsten Vertrauten Nagelschmidt bei Verwandten in Berlin weilte, wurden sie von Joachims Häschern aufgespürt und ergriffen. Die Verhöre ergaben unter anderem, dass Kohlhase Kontakt zum Hof von Braunschweig-Wolfenbüttel aufgenommen hatte, um dort Aufenthaltsrecht und Duldung zu erlangen, und dass er sogar plante, den Markgrafen (d. h. den Kurfürsten von Brandenburg) zu entführen und ins Braunschweigische zu verschleppen.
Am 22. März 1540 fand der Prozess gegen Kohlhase und weitere Mitgefangene statt. Der Chronist Hafftitz berichtet, dass Kohlhase sich in einer dreistündigen Rede verteidigt und auf der Rechtmäßigkeit seiner Taten beharrt habe. Obgleich auch ein sächsischer Anklagevertreter zugelassen war, erhielt die sächsische Seite nur partiell Einblick in die Ermittlungen. Letztendlich wurde Kohlhase zum Tode verurteilt und auf dem Rabenstein in der Nähe des Georgentores (heute Strausberger Platz) in Berlin hingerichtet. Wegen welcher Delikte, und ob durch Rädern, wie Hafftitz behauptet, durchs Schwert oder auf eine andere Art, ist unbekannt, da die Prozessakten verloren sind.

## Nachwirkung
Im 19. Jahrhundert verarbeitete Heinrich von Kleist die Geschichte des Hans Kohlhase in seiner Novelle Michael Kohlhaas und prägte damit die Wahrnehmung des Falles über das nächste Jahrhundert hinaus bis in die Gegenwart. Sein Werk stellt jedoch keine authentische Schilderung der Ereignisse dar, auch waren die Originalakten seinerzeit nur zum Teil öffentlich bekannt.
Die Kohlhase-Geschichte wurde, vor allem vermittelt über die Kleistsche Novelle, von verschiedenen Autoren adaptiert und verfilmt. Sie gab vielfältig Anlass, das Problem Recht-Gerechtigkeit-Selbsthilfe juristisch und gesellschaftskritisch zu diskutieren.
Der deutsche Psychologe Michael Linden sieht in Kohlhases querulatorischer Beharrlichkeit und seinen immer irrationaler und selbstzerstörerischer werdenden Taten ein historisches Beispiel für eine Posttraumatische Verbitterungsstörung.

### Originaldokumente
- Sächsische Untersuchungsakten zur Fehde Kohlhases, handschriftlich, Thüringisches Hauptstaatsarchiv Weimar, Ernestinisches Gesamtarchiv, Reg. Ss pag. 360 Nr. 1 b Vol. I–XII sowie Reg. H. pag. 295 Nr. 121 Vol. 1 b.
- Martin Luther: Brief an Hans Kohlhase vom 8. Dezember 1534. D. Martin Luthers Werke, Kritische Gesamtausgabe. Briefwechsel, 7. Bd., Weimar 1937, Nr. 2151, S. 124–125.
- Martin Luther: No. MDCXII. An einen Ungenannten [= Hans Kohlhase, Bürger zu Berlin] (Dezember 1534); in: Wilhelm M. L. de Wette (Hrsg.): Dr. Martin Luthers Briefe, Sendschreiben und Bedenken. Band 4, Berlin 1827, S. 567–569.

### Sekundärliteratur
- Corinna Bethke: Bis vor den Richterstuhl Gottes: Die Fehde des Hans Kohlhase, Roman, 3. Auflage, Ludwigslust 2014, ISBN 978-1503280748 und Kindle-e-book.
- Albrecht Beutel: Luther und Kolhase. Eine Fallstudie zur cura conscientiae des Reformators; in: Luther 73, Göttingen 2002, S. 119–140.
- C.A.H. Burkhardt: Der historische Hans Kohlhase und Heinrich von Kleists Michael Kohlhaas. Leipzig 1864. Burkhardt war Archivar und entdeckte die Kohlhase-Untersuchungsakten in Weimar. Sein Bericht ist mit rund 60 Seiten recht kurz. (auf Google Books)
- Malte Dießelhorst, Arne Duncker: Hans Kohlhase. Die Geschichte einer Fehde in Sachsen und Brandenburg zur Zeit der Reformation. Frankfurt am Main u. a. 1999. Auf S. 171–424 werden die wichtigsten Kohlhase-Akten im Original wiedergegeben und eingehend kommentiert. Auf S. 511–560 Namens- und Ortsverzeichnis zur Fehde Kohlhases.
- Dietmar Langberg: Hans Kohlhase – ein rechtschaffener Mordbrenner; Theaterstück, Schwerin/Flensburg 2002/2007.
- Christoph Müller-Tragin: Die Fehde des Hans Kolhase. Jur. Diss. Zürich 1997.
- Rochus von Liliencron: Kohlhase, Hans. In: Allgemeine Deutsche Biographie (ADB). Band 16, Duncker & Humblot, Leipzig 1882, S. 448–450.
- Kurt Neheimer: Der Mann, der Michael Kohlhaas wurde. Heinrich von Kleist. Michael Kohlhaas. Buchverlag der Morgen, Berlin 1979; zugleich unter dem Titel Der Mann der Michael Kohlhaas wurde. Ein historischer Bericht. Diederichs, Düsseldorf/Köln 1979. Populärwissenschaftliche Darstellung aus dem politisch-historischen Blickwinkel der damaligen DDR-Forschung. Es erfolgen keinerlei Nachweise der verwendeten Akten und Literaturstellen.
- Christa Radatz: Der Mann aus dem 16. Jahrhundert. Hans-Kohlhase-Radatz-Verlag, Bad Düben 1995.
- Wolfgang Ribbe: Kohlhase, Hans. In: Neue Deutsche Biographie (NDB). Band 12, Duncker & Humblot, Berlin 1980, ISBN 3-428-00193-1, S. 427 f. (Digitalisat).
- Horst Sendler: Über Michael Kohlhaas – damals und heute. Berlin/New York 1985.
- Christian Schöttgen, Georg Christoph Kreysig: Diplomatische und curieuse Nachlese der Geschichte von Chur-Sachsen (…). Dritter Theil; Dresden, Leipzig 1731. Darin: Märkische Chronik des Peter Hafftitz, verfasst um 1600, S. 528–541 zur Fehde Kohlhases.´